# Balıkesir (település)
Balıkesir város Törökországban, Balıkesir tartomány székhelye, az azonos nevű körzet központja. A körzet népessége 2012-ben 338 936, a városé 267 903 fő volt. Népszerű belföldi turistacélpont, itt található a Kuşcenneti Nemzeti Park a Kuş-tóval a középpontban. A tartományban főként olívaolajat és más, olajbogyóból készült termékeket gyártanak. Itt született Hülya Avşar énekesnő-színésznő és Afra Saraçoğlu színésznő.
A város az ókori Müszia területén található, így a terület történelme csaknem i. e. 3000 nyúlik vissza. A tartomány jó néhány körzete bír ókori múlttal, Edremit Adramytteinen, Altınoluk Antrandos, Bandırma pedig Pandermik néven volt ismert az ókori világban. A várost magát valószínűleg már jóval később, a szeldzsuk törökök alapították, a Karesi Bejség székelt itt.
Balıkesirben az olajbogyó mellett cukorrépát, paradicsomot és sárgadinnyét termesztenek. Híresek az itt szőtt Yağcıbedir-szőnyegek. A város iparát főképp az élelmiszeripar jellemzi (liszt, konzervparadicsom, tejtermékek), de gyártanak például kölnivizet és pamutot is. Nehéziparát nemrég kezdték fejleszteni, legjelentősebb a vasipara.
A városnak van egyeteme is, a Balıkesiri Egyetem.

## Demográfiai adatok
| év   | összesen | város  | falu  |
| ---- | -------- | ------ | ----- |
| 1935 | –        | 26699  | –     |
| 1950 | –        | 36006  | –     |
| 1960 | –        | 61145  | –     |
| 1965 | 136694   | 69341  | 67353 |
| 1970 | 153996   | 85004  | 68992 |
| 1975 | 169932   | 99443  | 70489 |
| 1980 | 195899   | 124051 | 71848 |
| 1985 | 222589   | 149989 | 72600 |
| 1990 | 245651   | 170589 | 75062 |
| 2000 | 287709   | 215436 | 72273 |
| 2007 | 313630   | 241404 | 72226 |
| 2008 | 317839   | 247072 | 70767 |
| 2009 | 329401   | 259157 | 70244 |
| 2010 | 334893   | 265747 | 69146 |
| 2011 | 331788   | 263000 | 68788 |
| 2012 | 338936   | 267903 | 71033 |

## Éghajlat, klíma
| Hónap                         | Jan.  | Feb.  | Már. | Ápr. | Máj. | Jún. | Júl. | Aug. | Szep. | Okt. | Nov. | Dec.  | Év    |
| ----------------------------- | ----- | ----- | ---- | ---- | ---- | ---- | ---- | ---- | ----- | ---- | ---- | ----- | ----- |
| Rekord max. hőmérséklet (°C)  | 23,5  | 24,8  | 29,8 | 32,5 | 37,4 | 42,5 | 43,2 | 43,2 | 40,3  | 36,4 | 29,0 | 26,1  | 43,2  |
| Átlagos max. hőmérséklet (°C) | 8,9   | 10,3  | 13,9 | 19,4 | 24,5 | 29,3 | 31,1 | 31,0 | 27,5  | 21,9 | 15,4 | 10,3  | 20,3  |
| Átlaghőmérséklet (°C)         | 4,8   | 5,8   | 8,4  | 13,2 | 17,9 | 22,7 | 24,8 | 24,5 | 20,6  | 15,7 | 10,1 | 6,4   | 14,6  |
| Átlagos min. hőmérséklet (°C) | 1,1   | 1,7   | 3,4  | 7,1  | 10,9 | 15,1 | 17,8 | 18,0 | 14,1  | 10,3 | 5,5  | 2,8   | 9,0   |
| Rekord min. hőmérséklet (°C)  | −10,2 | −18,8 | −8,0 | −4,0 | 1,1  | 5,0  | 9,2  | 9,6  | 4,0   | −1,6 | −6,8 | −10,1 | −18,8 |
| Átl. csapadékmennyiség (mm)   | 69    | 64    | 57   | 50   | 42   | 20   | 10   | 7    | 22    | 47   | 82   | 88    | 557   |
| Havi napsütéses órák száma    | 90    | 98    | 146  | 186  | 267  | 324  | 353  | 332  | 258   | 186  | 120  | 78    | 2437  |
| Forrás:                       |       |       |      |      |      |      |      |      |       |      |      |       |       |